# Cyclingnews.com
Cyclingnews.com é uma website que oferece notícias, informações e resultados do ciclismo mundial, pertencente à Immediate Media Company.

## História
Em 1995, o australiano Bill Mitchell, um ciclista entusiasta e professor de economia da Universidade de Newcastle, criou a website intitulada "Bill's Cycling Racing Results and News", depois de descobrir que havia uma necessidade de notícias e de resultados de corrida em países de língua inglesa. Em 1999, Knapp Communications, uma editora com sede em Sydney, adquiriu a website de Mitchell, e em junho de 2007 eles venderam para a editora britânica Future plc por £2.2m. Entre 2006 e 2008, a website foi copatrocinadora da equipe Cinelli-Down Under. Em junho de 2014, foi comprada pela Immediate Media Company.